# كوه مال (مشهد ميقان)
کوه مال (بالفارسية: کوه مال) هي منطقة سكنية تقع في إيران في قسم مشهد میقان الريفي.